# Drimkol
Le Drimkol (en macédonien Дримкол), est une région naturelle du sud-ouest de la Macédoine du Nord, située entre la frontière albanaise et le cours du Drin noir. Son nom vient d'ailleurs de celui de la rivière (Дрим, Drim), accolé au mot turc kol, qui désigne un détachement militaire ou une garde. Le Drimkol est compris dans les municipalités de Strouga et Vevtchani.
Le Drimkol est situé à l'ouest du Drin noir, sur le versant oriental des monts Yablanitsa, de l'autre côté desquels s'étend l'Albanie. La région atteint au sud la rive du lac d'Ohrid et au nord les environs de la ville de Debar. Le Drimkol est d'ailleurs divisé en deux sous-régions, le Drimkol de Debar et le Bas-Drimkol, ou Drimkol de Strouga. La première est accidentée tandis que la deuxième s'assimile à la plaine lacustre de Strouga.
Le Drimkol forme un axe stratégique puisqu'il se trouve sur la route entre Strouga et Debar et qu'il permet des liaisons entre la Macédoine du Nord et l'Albanie. La région compte deux barrages hydroélectriques et d'importantes réserves de charbon mais c'est l'agriculture qui occupe la majorité de la population.

## Villages
Le Drimkol de Strouga compte les villages de Borovets, Vevtchani, Velechta, Vranichté, Vichni, Gorna Belitsa, Dobovyani, Zagratchani, Kalichta, Labounichta, Oktisi, Podgortsi, Radolichta, Choum et Yablanitsa.
Le Drimkol de Debar compte Bezovo, Drenok, Lakaïtsa, Loukovo, Modritch, Nerezi et Piskoupchtina.

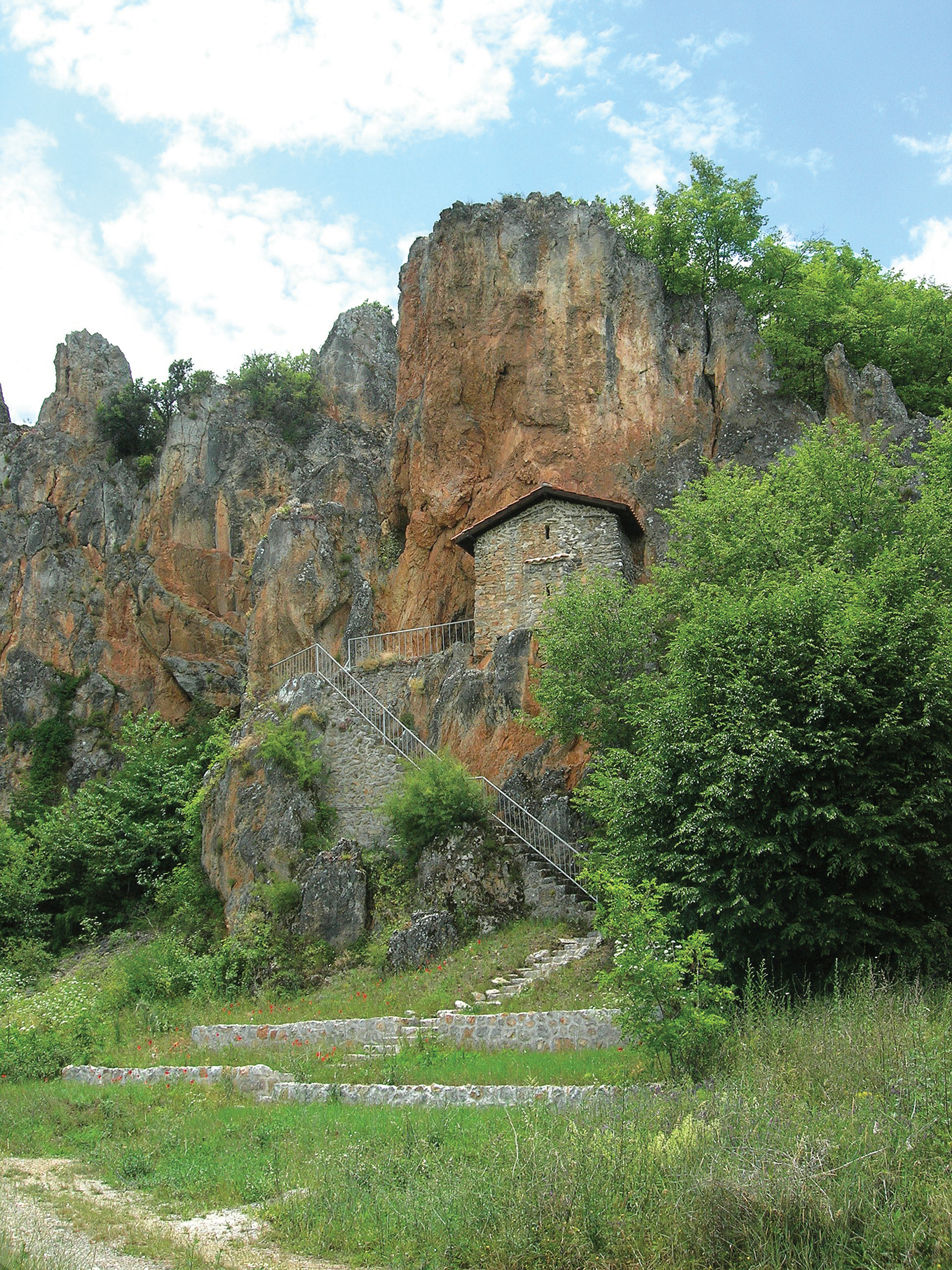
L'église rupestre de Kalichta.
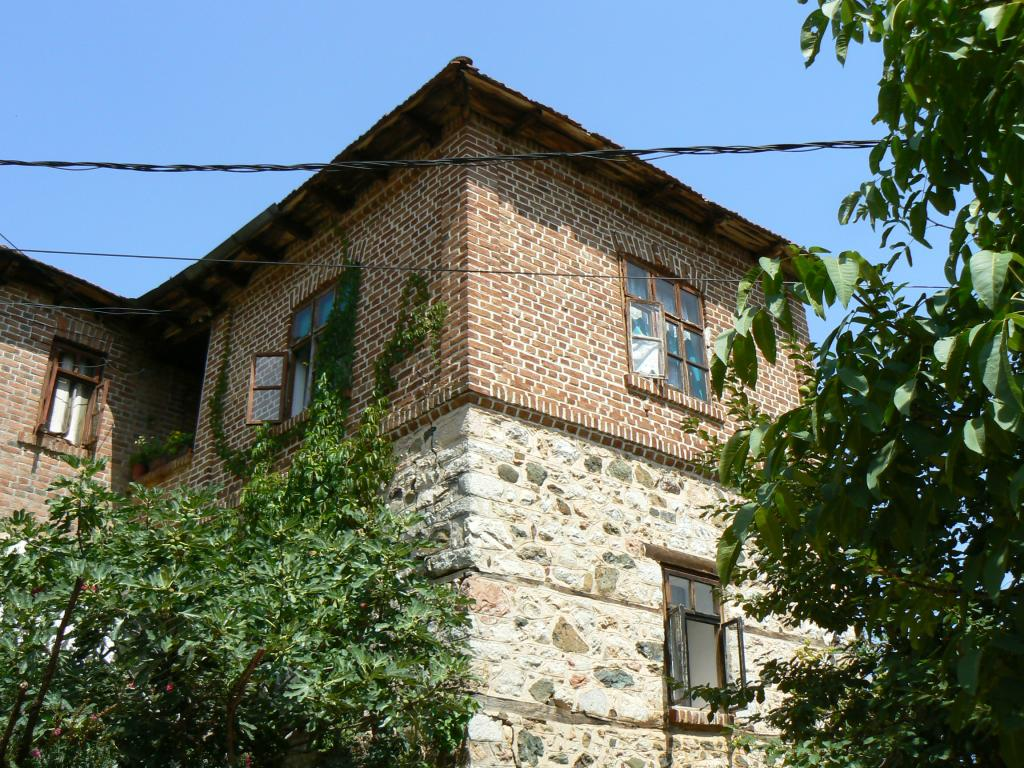
Architecture traditionnelle à Vevtchani.
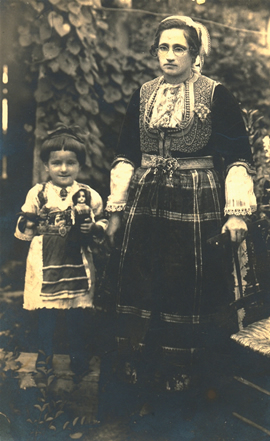
Costumes du Drimkol.